# Преображенка (Павлоградський район)
Преобра́женка — село в Україні, у Юр'ївській селищній громаді Павлоградського району Дніпропетровської області.. Населення за переписом 2001 року становить 299 осіб[джерело?]. До 2017 орган місцевого самоврядування — Преображенська сільська рада.

## Географія

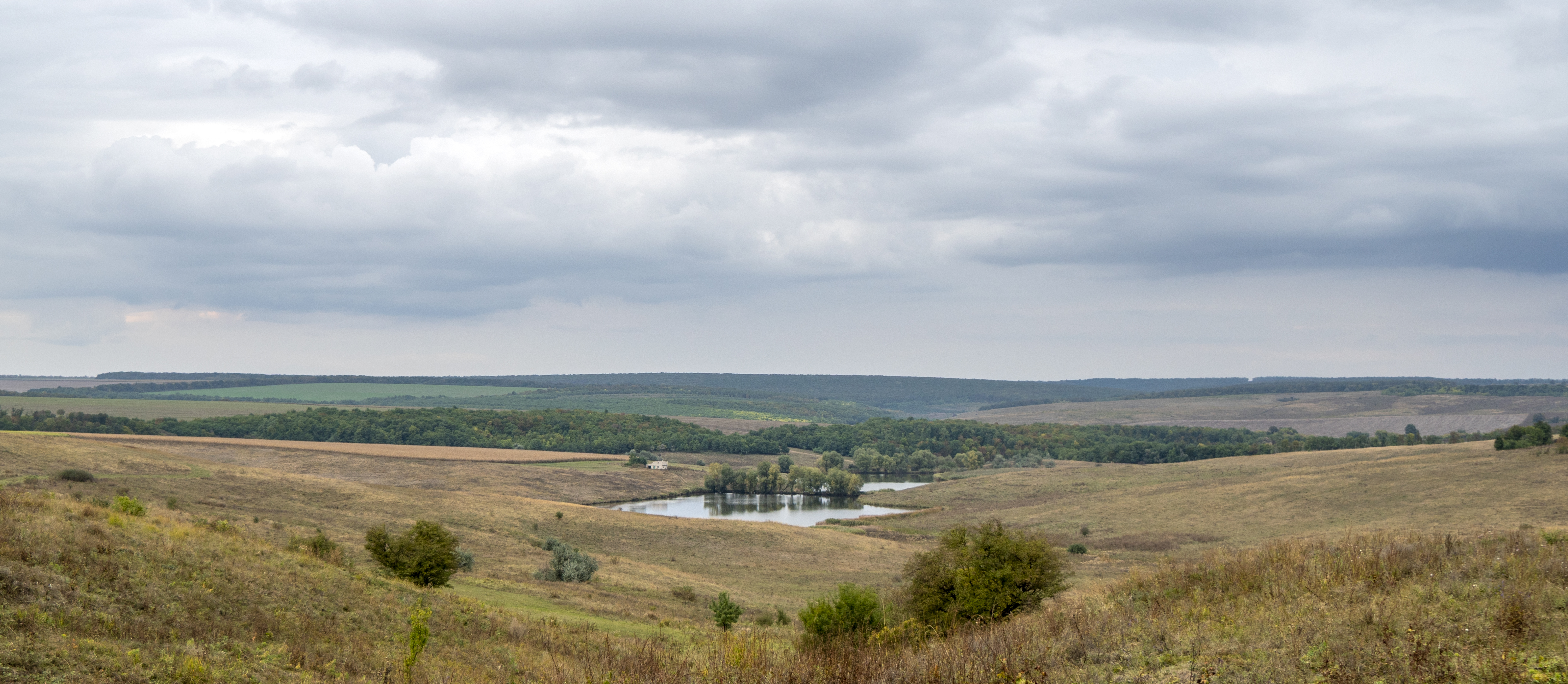
Волошанська дача

Село Преображенка знаходиться на відстані 1 км від сіл Святотроїцьке та Нове. По селу протікає пересихаючий струмок з загатою.

## Природоохоронні території
На південний-схід від села розташований орнітологічний заказник «Волошанська Дача». Також поблизу знаходяться ботанічний заказник місцевого значення Балка Водяна та ландшафтний заказник місцевого значення Голубівський.

## Історія
Село Преображенка засновано в 1923 році. Поселенці з с. Кочережки та с. Вязівок Павлоградського району переїхали на незаселені місця влітку. Село хотіли назвати Зелене, а більша частина жителів була за те, щоб назвати село Преображенка, бо день наділу земельних ділянок відбувся в день Преображенія.
12 червня 2020 року, відповідно до розпорядження Кабінету Міністрів України № 709-р «Про визначення адміністративних центрів та затвердження територій територіальних громад Дніпропетровської області», увійшло до складу Юр'ївської селищної громади.
19 липня 2020 року, в результаті адміністративно-територіальної реформи та ліквідації Юр'ївського району, село увійшло до складу Павлоградського району.

## Заклади соціально-культурної сфери
1. Преображенська загальноосвітня школа І-ІІ ступенів;
2. Преображенський фельдшерський пункт;
3. Преображенський сільський будинок культури;
4. Преображенська бібліотека філія № 9.

## Інтернет-посилання
- Погода в селі Преображенка

| Україна | Це незавершена стаття з географії України. Ви можете допомогти проєкту, виправивши або дописавши її. |